# 톱 오브 더 팝스
톱 오브 더 팝스(영어: Top of the Pops, 줄여서 TOTP)는 영국의 음악 차트 텔레비전 프로그램이다. BBC에서 제작하여 1964년 1월 1일부터 2006년 7월 30일까지 주간으로 방영했다. 1973년 중반 잠시 금요일에 방영한 것을 제외하면 BBC1에서 매주 목요일에 방영했다. 1996년부터 금요일에 방영하기 시작했으며, 2005년부터 2006년까지 BBC2에서 일요일에 방영했다. 매주마다 가장 많은 음반을 판매한 음악가의 공연과 함께 그 주 싱글 차트의 요약본을 보여줬다. 크리스마스에는 특별 프로그램을 편성하였고, 올해 가장 많이 팔린 싱글을 선보였다.
높은 시청률과 함께 영국의 대중문화에 있어 없어선 안될 일부가 되었지만, 주간 방송은 2006년에 폐지되었다. 크리스마스 방송은 계속해서 하고 있다. 1994년 《톱 오브 더 팝스 2》로 다시 방영하기 시작했으며, 《톱 오브 더 팝스》의 기록물들을 이용하여 예전 공연을 선보였다. BBC Four에서 1970년대와 1980년대 에피소드를 목요일에 재방영하고 있으나, 이전에 방송한 것은 다시 내보내지 않는다.
1990년대에 이 프로그램의 포맷은 외국의 여러 방송사에 수출되었고, 다양한 버전의 프로그램이 거의 100개 국가에서 선보여졌다.